# Rid of Me
Albums de PJ Harvey
Dry
(1992) 4-Track Demos
(1993)
Rid of Me est le deuxième album de PJ Harvey, sorti en 1993. Il a été en grande partie enregistré par Steve Albini, excepté une chanson (Man-Size Sextet par Head/Harvey/Ellis).
Cet album propose un son plus cru et agressif que celui de Dry, il inclut une reprise de la chanson Highway 61 Revisited de Bob Dylan.
C'est le dernier album réalisé avant que le trio originel ne se sépare.
L'album est certifié disque d'Argent au Royaume-Uni (60 000 exemplaires vendus), il a atteint la 3e place des charts.

## Liste des morceaux
1. Rid of Me (4:27)
2. Missed (4:24)
3. Legs (3:39)
4. Rub 'Til It Bleeds (5:03)
5. Hook (3:55)
6. Man-Size Sextet (2:15)
7. Highway '61 Revisited (2:57)
8. 50ft Queenie (2:23)
9. Yuri-G (3:28)
10. Man-Size (3:15)
11. Dry (3:23)
12. Me-Jane (2:42)
13. Snake (1:35)
14. Ecstasy (4:26)